# Archisagittoidea
Classe
Les Archisagittoidea sont une classe de l'embranchement des Chaetognathes.
En 1965, Tokioka a divisé le phylum en deux classes et a créé la classe des Archisagittoidea pour la seule espèce éteinte décrite Amiskwia sagittiformis.

## Liste des familles
Cette classe ne contient qu'une seule famille : 
- famille des Amiskwiidae Walcott, 1911